# Kawit
Kawit (offiziell: Municipality of Kawit; früher: Cavite El Viejo; Filipino: Bayan ng Kawit) ist eine philippinische Stadtgemeinde in der Provinz Cavite.
Am 12. Juni 1898 proklamierte Emilio Aguinaldo in Kawit die Unabhängigkeit der Philippinen von Spanien.

## Baranggays
Kawit ist politisch in 23 Baranggays unterteilt.
| - Binakayan-Kanluran - Gahak - Kaingen - Marulas - Panamitan - Poblacion - Magdalo (Putol) - San Sebastian - Santa Isabel - Tabon I - Toclong - Wakas I | - Batong Dalig - Balsahan-Bisita - Binakayan-Aplaya - Congbalay-Legaspi - Manggahan-Lawin - Pulvorista - Samala-Marquez - Tabon II - Tabon III - Tramo-Bantayan - Wakas II |

## Geschichte

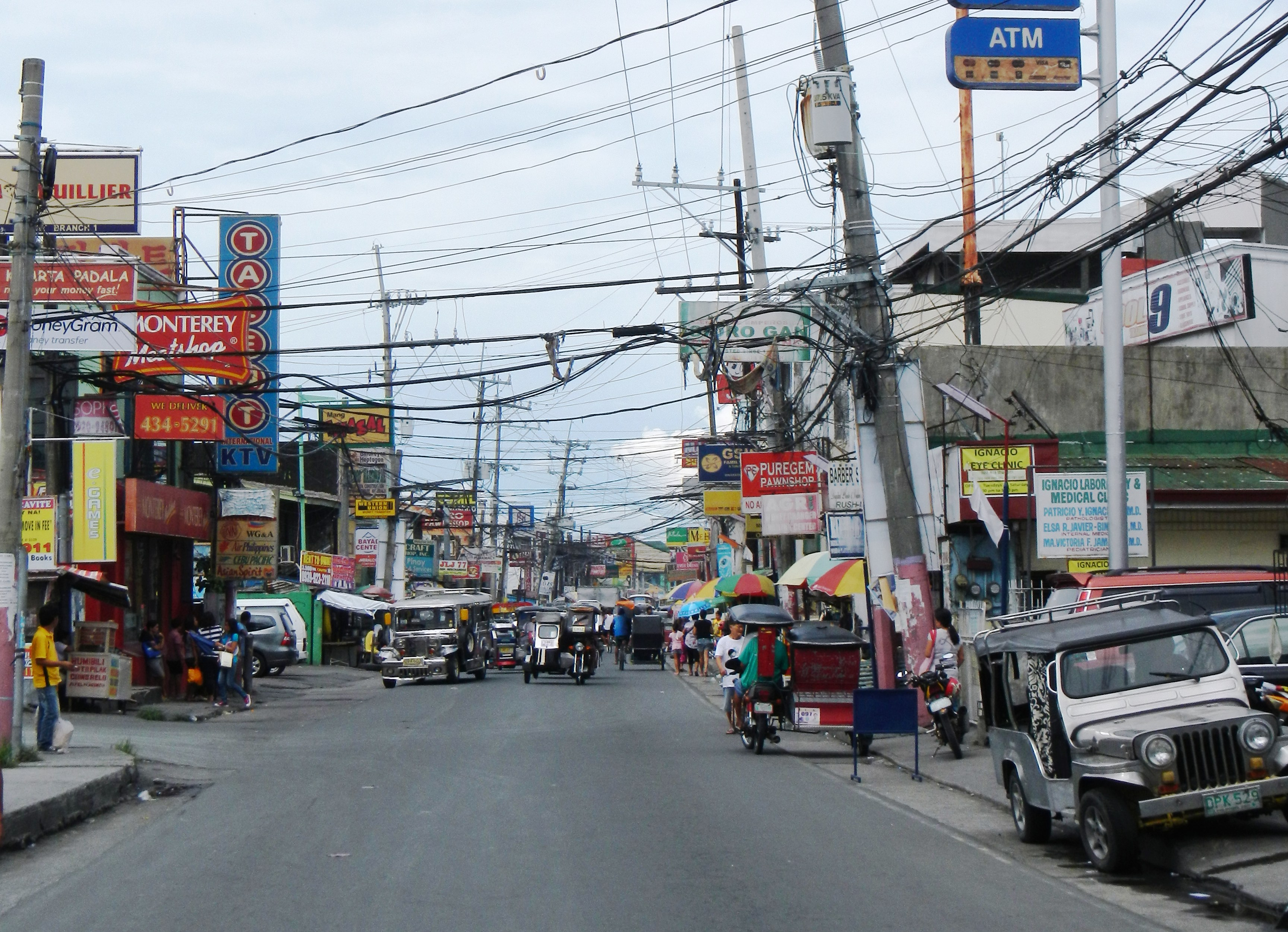
Kawit poblacion

Der Name Kawit leitet sich vom Tagalog Wort kawit (dt.: Haken) ab. Die Bedeutung des Namens ist zweideutig. Einerseits deutet er auf die Lage Kawits an der Basis einer Halbinsel mit der Form eines Hakens hin, die in die Manila Bay ragt und auf der Cavite City liegt. Kawit war bereits vor Ankunft der Spanier eine prosperierende Siedlung und war andererseits der erste Ankerplatz der Spanier in der Provinz Cavite, von wo aus die Missionierung der gesamten Provinz ihren Ausgangspunkt nahm.
Einer Legende zufolge entstand der Name infolge eines Missverständnisses. Ein spanischer Besucher erkundigte sich bei einem einheimischen Schmied nach dem Namen des Dorfes. Der Schmied, der damit beschäftigt war auf seinem Amboss ein Stück Metall zu schmieden, das die Form eines Hakens (kawit) hatte, zögerte mit der Antwort, da er nicht verstand, was der Fremde fragte. Der Schmied wurde jedoch unter Druck gesetzt zu antworten. Dieser dachte, der Fremde wolle wissen was er macht und antwortete lediglich „kawit“. Der Spanier ging weiter, das Wort kawit murmelnd. Im Laufe der Zeit entwickelte sich aus kawit cawite und schließlich cavite.
Lange Zeit wurde der Ort zur Unterscheidung von Cavite la Punta oder Cavite el Puerto, Handelshafen und Marinestützpunkt, (heute Cavite City) Cavite el Viejo (Alt-Cavite) genannt. Viele spanische Matrosen auf Landgang kamen nach Cavite el Viejo wo sich in der Folge ein Rotlichtbezirk entwickelte.
Zu Cavite el Viejo gehörten die heutigen Stadtgemeinden Kawit, Cavite la Punta (heute Cavite City), Noveleta (von den Spaniern Tierra Alta genannt) und Imus. Nach und nach wurden diese Ortsteile selbstständige Stadtgemeinden.
Bürgermeister von Kawit ist Reynaldo Aguinaldo, der nach drei Amtsperioden als Vize-Bürgermeister (vice mayor) am 17. Mai 2007 in das Amt des Bürgermeisters gewählt wurde. Reynaldo Aguinaldo ist ein Nachkomme von Emilio Aguinaldo, dem ersten Präsidenten der Philippinen.

## Söhne und Töchter des Ortes
- Emilio Aguinaldo (1869–1964), Präsident der ersten philippinischen Republik
- Baldomero Aguinaldo (1869–1915), Revolutionsführer im philippinisch-amerikanischen Krieg